# 7 mm Remington Magnum
La cartouche de carabine 7 mm Remington Magnum a été introduite dans le commerce en 1962 ainsi que le nouveau fusil Remington modèle 700. Il est de la famille des belted magnum dérivé directement de la vénérable .375 H&H Magnum. Le 7 mm Remington Magnum est basé sur le .264 Winchester Magnum, .338 Winchester Magnum et le .458 Winchester Magnum qui reposaient sur la même douille .300 H&H et .375 H&H.
À son introduction, la 7 mm Remington Magnum dépassait sensiblement la part de marché détenue par le .264 Winchester Magnum, qui est entré en déclin en popularité et en ventes après 1962. La pression maximale est définie par la SAAMI à 4200 bars.

## Balistique indicative
- Masse de la balle : de 6,5 à 11,6 g (100 à 180 grains)

- Marque : RWS
- Type : KS, 10,5 g (162 gr)
  - Vitesse initiale : 930 m/s
  - Énergie initiale : 4549 J

- Marque : RWS
- Type : ID Classic, 11,5 g (177 gr)
  - Vitesse initiale : 890 m/s
  - Énergie initiale : 4559 J

- Marque : RWS
- Type : EVO, 10,3 g (159 gr)
  - Vitesse initiale : 895 m/s
  - Énergie initiale : 4125 J

### Comparaisons balistiques des munitions d'armes d'épaule les plus répandues
Ce tableau présente les caractéristiques balistiques des munitions d'armes d’épaule les plus connues. La performance utile typique se base sur les caractéristiques des munitions standard du marché les plus fréquemment rencontrées, ceci à titre de comparaison.
La performance d'une munition, c'est-à-dire son impact sur la cible s'exprime en joules selon la formule E = 1/2 M.V2 où M est la masse et V la vitesse de la balle
Le recul ressenti dans l'arme, se mesure lui par la quantité de mouvement exprimée en kg m/s selon la formule Q = M.V
Ainsi une munition de calibre .270 Winchester a une performance supérieure à une munition de 7,57 mm Mauser (3670 J contre 3035 J), mais provoque un recul équivalent (7,86 kg m/s contre 7,89 kg m/s)
|                                   | Données balistiques (munitions du marché) | Données balistiques (munitions du marché) | Données balistiques (munitions du marché) | Données balistiques (munitions du marché) | Données balistiques (munitions du marché) | Données balistiques (munitions du marché) | Données balistiques (munitions du marché) | Données balistiques (munitions du marché) | Données balistiques (munitions du marché) | Données balistiques (munitions du marché) | performance utile typique* | performance utile typique* | performance utile typique* | performance utile typique* |
| Caractéristique                   | Diamètre balle                            | Diamètre balle                            | longueur cartouche                        | longueur douille                          | poids balle                               | poids balle                               | vitesse min                               | vitesse max                               | Energie min                               | Energie max                               | Poids                      | Vitesse                    | Energie                    | Recul                      |
| --------------------------------- | ----------------------------------------- | ----------------------------------------- | ----------------------------------------- | ----------------------------------------- | ----------------------------------------- | ----------------------------------------- | ----------------------------------------- | ----------------------------------------- | ----------------------------------------- | ----------------------------------------- | -------------------------- | -------------------------- | -------------------------- | -------------------------- |
| unité                             | mm                                        | pouce                                     | mm                                        | mm                                        | g                                         | Grain                                     | m/s                                       | m/s                                       | J                                         | J                                         | grain                      | m/s                        | J                          | kg m/s                     |
| .22 LR                            | 5,60                                      | .223                                      | 25,40                                     | 15,60                                     | 1,9 - 2,6                                 | 30-40                                     | 370                                       | 500                                       | 180                                       | 260                                       | 32                         | 440                        | 200                        | 0,91                       |
| 5,56 x 45 mm Otan .223 Remington  | 5,69                                      | .224                                      | 57,40                                     | 44,70                                     | 3 - 4                                     | 30-60                                     | 850                                       | 993                                       | 1670                                      | 1890                                      | 55                         | 988                        | 1740                       | 3,52                       |
| .222 Remington                    | 5,69                                      | .224                                      | 54,10                                     | 43,20                                     | 4-5                                       | 50-77                                     | 890                                       | 1090                                      | 1450                                      | 1600                                      | 50                         | 957                        | 1485                       | 3,10                       |
| .243 Winchester                   | 6,20                                      | .243                                      | 68,83                                     | 51,90                                     | 4 - 6                                     | 62 - 90                                   | 920                                       | 1240                                      | 2500                                      | 2900                                      | 90                         | 945                        | 2600                       | 5,51                       |
| .270 Winchester                   | 7,00                                      | .275                                      | 84,80                                     | 64,50                                     | 6                                         | 90-130                                    | 910                                       | 1100                                      | 3500                                      | 4000                                      | 130                        | 933                        | 3670                       | 7,86                       |
| 7x57 mm Mauser                    | 7,24                                      | .285                                      | 78,00                                     | 57,00                                     | 8-12                                      | 124-180                                   | 700                                       | 900                                       | 3000                                      | 3700                                      | 160                        | 765                        | 3035                       | 7,93                       |
| 7x64 mm Brennecke                 | 7,24                                      | .285                                      | 84,00                                     | 64,00                                     | 8-12                                      | 124-180                                   | 820                                       | 920                                       | 3300                                      | 4000                                      | 162                        | 800                        | 3360                       | 8,40                       |
| 7 mm Rem Mag                      | 7,20                                      | .284                                      | 84,00                                     | 64,00                                     | 8-10                                      | 124-154                                   | 870                                       | 1100                                      | 4000                                      | 4400                                      | 150                        | 945                        | 4340                       | 9,18                       |
| 7,62 x 51 mm Otan .308 Winchester | 7,80                                      | .308                                      | 69,90                                     | 51,20                                     | 6,5-8                                     | 124-150                                   | 780                                       | 860                                       | 2900                                      | 3600                                      | 150                        | 860                        | 3594                       | 8,36                       |
| .300 Win Mag                      | 7,80                                      | .308                                      | 85,00                                     | 67,00                                     | 8,7-13                                    | 135-200                                   | 900                                       | 990                                       | 4500                                      | 5000                                      | 180                        | 900                        | 4725                       | 10,50                      |
| 30-06 Springfield                 | 7,80                                      | .308                                      | 85,00                                     | 63,00                                     | 9-15                                      | 140-230                                   | 750                                       | 890                                       | 3800                                      | 4000                                      | 180                        | 825                        | 3970                       | 9,62                       |
| 7,92x57 mm Mauser                 | 8,22                                      | .324                                      | 82,00                                     | 57,00                                     | 11-15                                     | 170-230                                   | 720                                       | 800                                       | 4800                                      | 4800                                      | 200                        | 740                        | 3550                       | 9,60                       |
| .338 Win Mag                      | 8,60                                      | .338                                      | 84,80                                     | 64,00                                     | 11-15                                     | 170-230                                   | 760                                       | 900                                       | 3500                                      | 5300                                      | 200                        | 900                        | 5250                       | 11,66                      |
| 9,3x62 mm Mauser                  | 9,30                                      | .366                                      | 83,60                                     | 62,00                                     | 16-26                                     | 240-350                                   | 720                                       | 800                                       | 4300                                      | 5200                                      | 250                        | 745                        | 4495                       | 12,06                      |
| .375 H&H                          | 9,50                                      | .375                                      | 91,00                                     | 72,40                                     | 16-26                                     | 240-350                                   | 700                                       | 882                                       | 5500                                      | 6300                                      | 270                        | 800                        | 5600                       | 14,00                      |